# 神戸市立塩屋中学校
神戸市立塩屋中学校（こうべしりつ しおやちゅうがっこう）は、兵庫県神戸市垂水区にある公立中学校。

## 部活動

### 運動部
- 野球部
- サッカー部
- 陸上競技部
- バスケットボール部
- ソフトテニス部
- 男子卓球部
- 女子バレーボール部

### 文化部
- 吹奏楽部　
  - 2019年 兵庫県マーチングコンテスト・金賞
  - 2019年   関西マーチングコンテスト・金賞　
  - 2019年   全日本マーチングコンテスト・銅賞
- 美術部
- 英語部

## 制服
- 男子　
  - 冬服は標準的なブレザー、カッターシャツ、スラックス、セーター、ベストである。
  - 夏服はカッターシャツ、スラックス、ポロシャツである。
- 女子　
  - 冬服はブレザー、カッターシャツ、吊りスカート、セーター、ベストである。
  - 夏服は、カッターシャツ、吊りスカート、ポロシャツである。
  - 2019年度より女子もスラックスが選べるようになっている。

## 交通アクセス
- JR・山陽電鉄「塩屋駅」→徒歩20分
- JR・山陽電鉄「垂水駅」→山陽バス「つつじが丘行き」乗車→「青山台」下車→徒歩5分
- 神戸市営地下鉄「名谷駅」→神戸市バス、山陽バス「青山台行き」乗車→「青山台」下車→徒歩5分

## 通学区域が隣接している学校
- 神戸市立垂水東中学校
- 神戸市立福田中学校
- 神戸市立桃山台中学校
- 神戸市立高倉中学校
- 神戸市立鷹取中学校